# Městská autobusová doprava v Blansku
Městská autobusová doprava v Blansku je tvořena čtyřmi autobusovými linkami označených čísly 221–224 a 226, které jsou začleněny do Integrovaného dopravního systému Jihomoravského kraje (IDS JMK).

## Historie
MHD Blansko vznikala postupně začátkem osmdesátých let. Nejprve autobusy byly určeny převážně ke svážení dělníků do továren na směny. Také autobusy do okolních obcí zastavovaly na několika zastávkách ve městě, takže se jimi mohli lidi svézt. Po hranice Blanska byl jiný tarif než pro místa mimo město. 
Od 1. ledna 2004 byly městské autobusy i meziměstské zajíždějící do Blanska zařazeny do IDS JMK. Do 11. prosince 2010 byly v provozu linky 221–227, dopravce ČAD Blansko. Od 12. prosince 2010 bylo linkové vedení zjednodušeno na čtyři linky 221–223 a 226. Licenční čísla linek jsou z řady 716221 až 716226, do 11. prosince 2010 měla linka 226 licenční číslo 729226. 
Od zprovoznění nového mostu na Staré Blansko, tedy od prosince roku 2022, byla zřízena nová linka 224, která obsluhuje krom Starého Blanska taktéž části Olešná a Hořice, čímž nahradila část regionální autobusové linky 152.

## Současnost
V roce 2023 jezdily autobusové linky blanenské MHD po těchto trasách:
- 221 Písečná, penzion – Autobusové stanoviště – Poliklinika – Zborovce – Okružní
- 222 DSB slévárna – Autobusové stanoviště – Podlesí – Poliklinika – Sever – Zborovce – Horní Lhota – Průmyslová zóna – Autobusové stanoviště
- 223 Klepačov – Autobusové stanoviště – Poliklinika – Sever – Češkovice – Obůrka – Těchov
- 224 Autobusové stanoviště – Staré Blansko – Olešná – Hořice
- 226 Skalní Mlýn – Autobusové stanoviště – Češkovice – Obůrka

Pro účely MHD lze v Blansku ještě využívat úseků meziměstských linek 230-235 v tarifní zóně 235.
Cena i platnost jízdenek se řídí tarifem IDS JMK. V roce 2012 stála základní nepřestupní úseková jízdenka v zóně 235 (město Blansko) 10 Kč, přestupní na 45 minut platila ve dvou zónách a stála 20 Kč.